# Fächerschwänze

Spreizen des Schwanzgefieders beim Gartenfächerschwanz

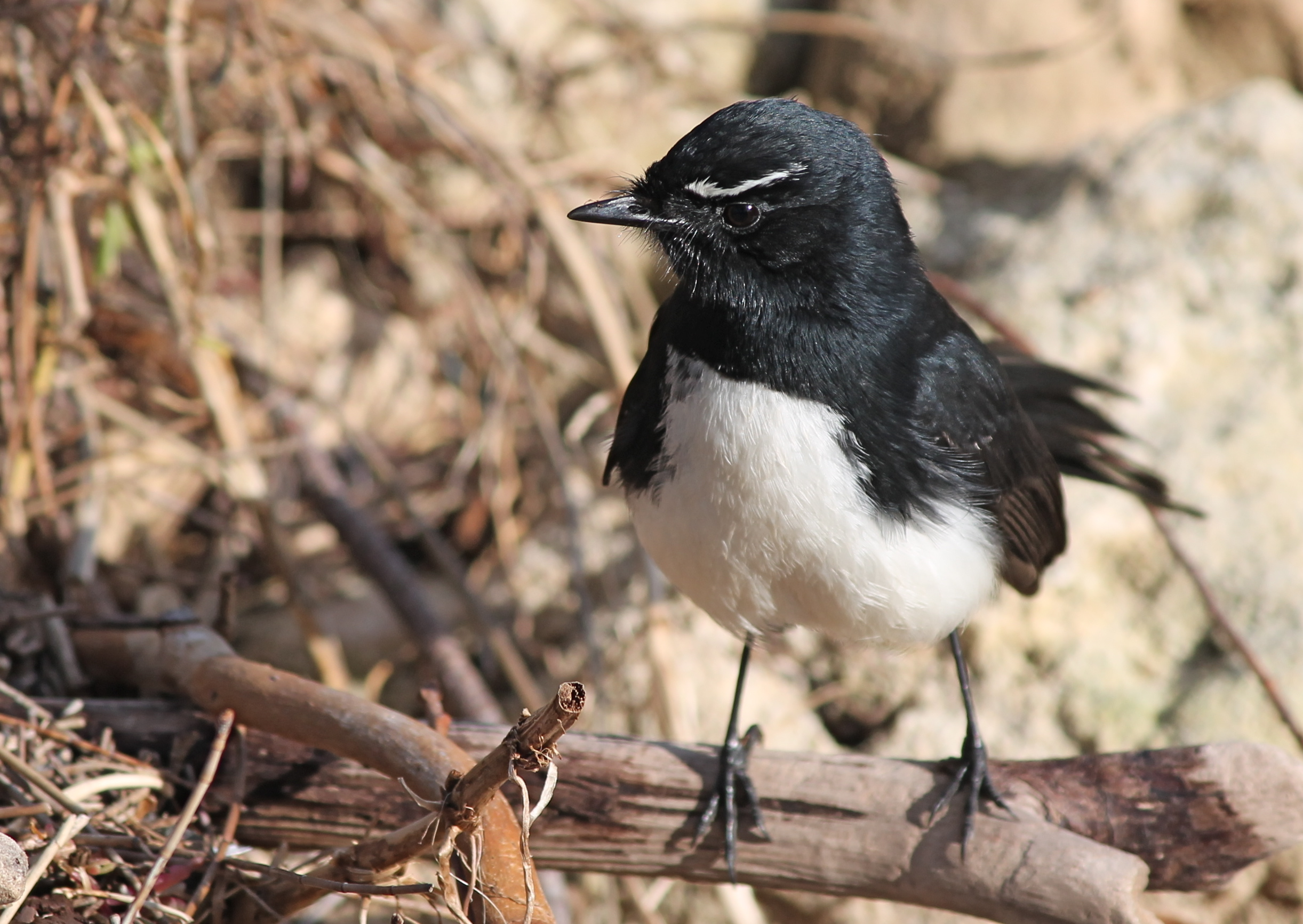
Gartenfächerschwanz, südlich von Perth

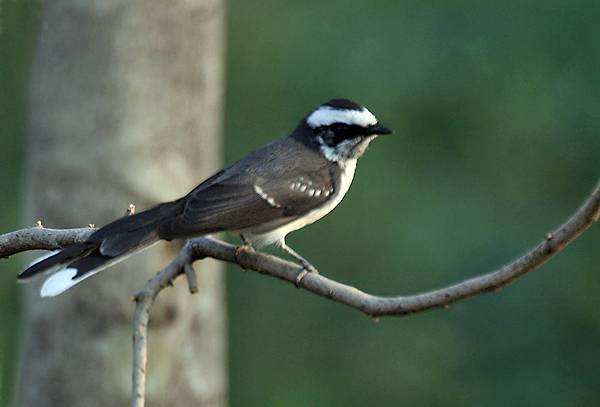
Weißstirn-Fächerschwanz in Sindhrot in Vadodara District, Gujarat in Indien

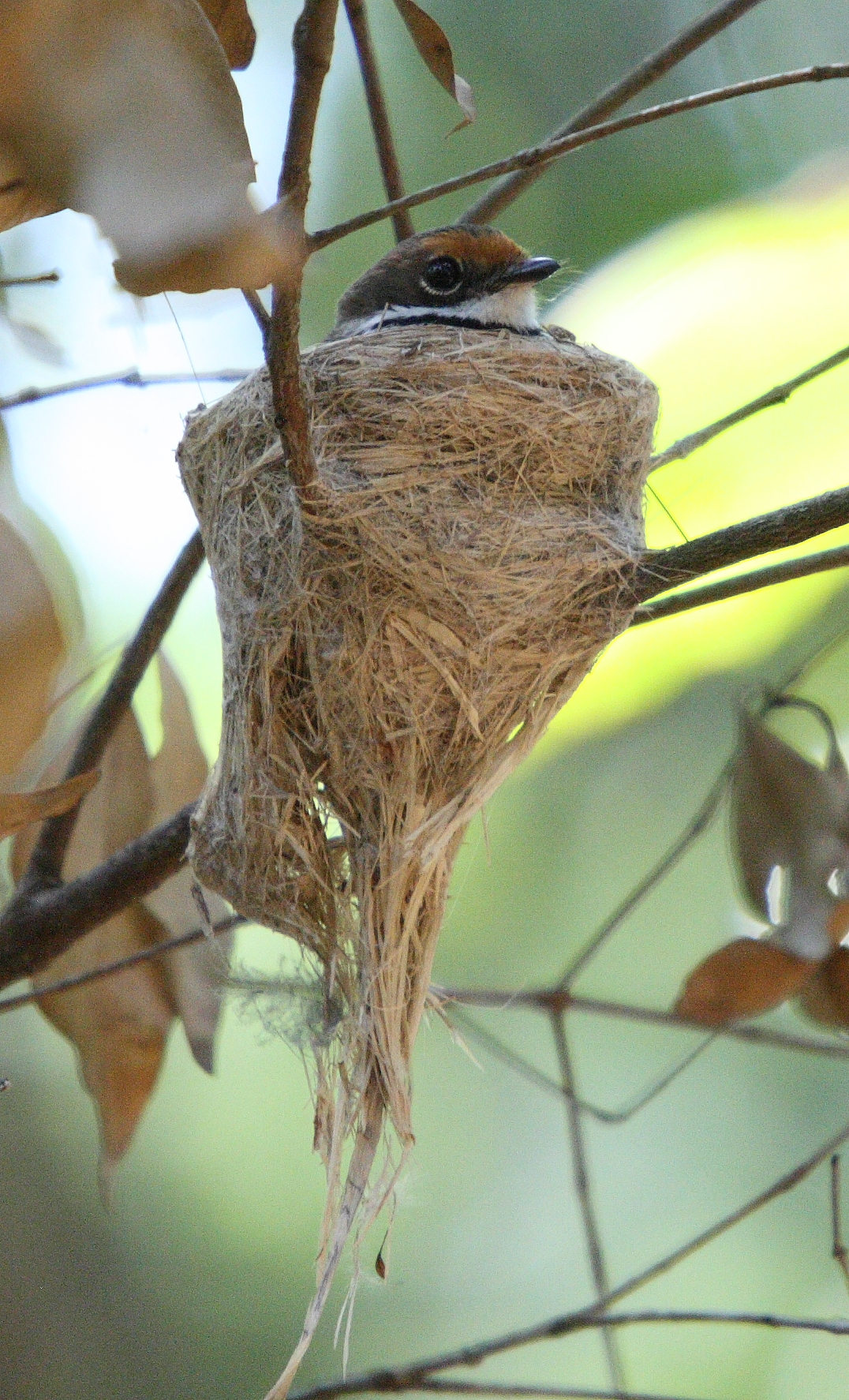
Fuchsfächerschwanz auf Nest

Die Fächerschwänze (Rhipidura) sind eine Gattung der gleichnamigen Familie der Fächerschwänze (Rhipiduridae), die zu den Singvögeln gehört. Die meisten Arten sind 15 bis 18 cm lang und auf den Fang fliegender Insekten spezialisiert.
Es gibt zwischen 50 und 62 verschiedene Arten in der Gattung der Fächerschwänze. Die Verbreitung erstreckt sich von Indien über Südostasien und Australien bis in den Südwestpazifik. Neuseeland ist die Heimat dreier endemischer Unterarten des Graufächerschwanzes (Rhipidura fuliginosa). Den Weißstirn-Fächerschwanz (R. aureola) findet man dagegen in Indien, Südostasien und im südlichen China. Australien ist unter anderem die Heimat des Fuchsfächerschwanzes und des Gartenfächerschwanzes (R. leucophrys), der mit ca. 20 cm Länge einer der größten Fächerschwänze ist und neben Fluginsekten auch Beute am Boden jagt. In Australien zählt diese Art zu den bekanntesten und häufigsten Vögeln. Auf Grund seiner auffälligen Schwanzbewegungen wird er im englischen Sprachgebrauch Willie Wagtail (Willie Wackelschwanz) genannt.

## Merkmale
Fächerschwänze sind sehr kleine Vögel mit langem, schräg aufgerichtetem, auffächerbarem Schwanz. Ihr Kopf ist klein mit kurzem Schnabel und deutlichen Schnabelborsten. Ihre Flügel sind rundlich.

## Arten
- Blaubrauen-Fächerschwanz (Rhipidura superciliaris)
- Samarfächerschwanz (Rhipidura samarensis)
- Graukopf-Fächerschwanz (Rhipidura cyaniceps)
- Tablasfächerschwanz (Rhipidura sauli)
- Weißbauch-Fächerschwanz (Rhipidura albiventris)
- Weißkehl-Fächerschwanz (Rhipidura albicollis)
- Indienfächerschwanz (Rhipidura albogularis)
- Kurzfuß-Fächerschwanz (Rhipidura euryura)
- Weißstirn-Fächerschwanz (Rhipidura aureola)
- Malaienfächerschwanz (Rhipidura javanica)
- Philippinenfächerschwanz (Rhipidura nigritorquis)
- Perlbrust-Fächerschwanz (Rhipidura perlata)
- Gartenfächerschwanz (Rhipidura leucophrys)
- Sundafächerschwanz (Rhipidura diluta)
- Zimtbauch-Fächerschwanz (Rhipidura fuscorufa)
- Timorfächerschwanz (Rhipidura rufiventris)
- Strichelfächerschwanz (Rhipidura isura) (Artstatus nur lt. Birdlife Checklist,[3] gilt ansonsten als Unterart des Timorfächerschwanzes[4])
- Rotifächerschwanz (Rhipidura tenkatei) (Artstatus nur lt. Birdlife Checklist,[3] gilt ansonsten als Unterart des Timorfächerschwanzes[4])
- Bandafächerschwanz (Rhipidura hoedti) (Artstatus nur lt. Birdlife Checklist,[3] gilt ansonsten als Unterart des Timorfächerschwanzes[4])
- Wallacefächerschwanz (Rhipidura bouruensis) (Artstatus nur lt. Birdlife Checklist,[3] gilt ansonsten als Unterart des Timorfächerschwanzes[4])
- Obifächerschwanz (Rhipidura obiensis) (Artstatus nur lt. Birdlife Checklist,[3] gilt ansonsten als Unterart des Timorfächerschwanzes[4])
- Ambonfächerschwanz (Rhipidura cinerea) (Artstatus nur lt. Birdlife Checklist,[3] gilt ansonsten als Unterart des Timorfächerschwanzes[4])
- Keifächerschwanz (Rhipidura assimilis) (Artstatus nur lt. Birdlife Checklist,[3] gilt ansonsten als Unterart des Timorfächerschwanzes[4])
- Biakfächerschwanz (Rhipidura kordensis) (Artstatus nur lt. Birdlife Checklist,[3] gilt ansonsten als Unterart des Timorfächerschwanzes[4])
- Salomonenfächerschwanz (Rhipidura cockerelli)
- Tropfenfächerschwanz (Rhipidura threnothorax)
- Sumpffächerschwanz (Rhipidura maculipectus)
- Dickichtfächerschwanz (Rhipidura leucothorax)
- Rabenfächerschwanz (Rhipidura atra)
- Braunbauch-Fächerschwanz (Rhipidura hyperythra)
- Hochland-Fächerschwanz (Rhipidura albolimbata)
- Graufächerschwanz (Rhipidura albiscapa)
- Neuseelandfächerschwanz (Rhipidura fuliginosa)
- Mangrovefächerschwanz (Rhipidura phasiana)
- Bougainville-Fächerschwanz (Rhipidura drownei)
- Guadalcanal-Fächerschwanz (Rhipidura ocularis) (Artstatus nur lt. Birdlife Checklist,[3] gilt ansonsten als Unterart des Bougainville-Fächerschwanzes[4])
- Rußfächerschwanz (Rhipidura tenebrosa)
- Rennellfächerschwanz (Rhipidura rennelliana)
- Fleckenfächerschwanz (Rhipidura verreauxi)
- Vanuatu-Fleckenfächerschwanz (Rhipidura spilodera) (Artstatus nur lt. Birdlife Checklist,[3] gilt ansonsten als Unterart des Fleckenfächerschwanzes[4])
- Fidschi-Fleckenfächerschwanz (Rhipidura layardi) (Artstatus nur lt. Birdlife Checklist,[3] gilt ansonsten als Unterart des Fleckenfächerschwanzes[4])
- Taveuni-Fleckenfächerschwanz (Rhipidura rufilateralis) (Artstatus nur lt. Birdlife Checklist,[3] gilt ansonsten als Unterart des Fleckenfächerschwanzes[4])
- Kadavufächerschwanz (Rhipidura personata)
- Samoafächerschwanz (Rhipidura nebulosa)
- Rotbürzel-Fächerschwanz (Rhipidura phoenicura)
- Mindanaofächerschwanz (Rhipidura nigrocinnamomea)
- Gebirgsfächerschwanz (Rhipidura brachyrhyncha)
- Palaufächerschwanz (Rhipidura lepida)
- Seramfächerschwanz (Rhipidura dedemi)
- Burufächerschwanz (Rhipidura superflua)
- Sulawesifächerschwanz (Rhipidura teysmanni)
- Sulafächerschwanz (Rhipidura sulaensis)
- Tanimbarfächerschwanz (Rhipidura opistherythra)
- Rostrücken-Fächerschwanz (Rhipidura rufidorsa)
- Graukehl-Fächerschwanz (Rhipidura dahli)
- Schwarzbrust-Fächerschwanz (Rhipidura matthiae)
- Malaitafächerschwanz (Rhipidura malaitae)
- Manusfächerschwanz (Rhipidura semirubra)
- Fuchsfächerschwanz (Rhipidura rufifrons)
- Vanikorofächerschwanz (Rhipidura coultasi) (Artstatus nur lt. Birdlife Checklist,[3] gilt ansonsten als Unterart des Fuchsfächerschwanzes[4])
- Pohnpeifächerschwanz (Rhipidura kubaryi)
- Arafurafächerschwanz (Rhipidura dryas)
- Pelengfächerschwanz (Rhipidura habibiei)

(Quelle:)